# Acid benzilic
Acidul benzilic este un compus organic cu formula chimică C
14H
12O
3 sau (C
6H
5)2(HO)C(COOH). Este un acid aromatic cristalin alb, solubil în mulți alcooli primari.

## Obținere
Acidul benzilic poate fi preparat prin încălzirea unui amestec de benzil, metanol și hidroxid de potasiu:
Un alt procedeu de sinteză, realizat de Liebig în 1838, este reprezentat de dimerizarea benzaldehidei la benzil, care este transformat în acid benzilic prin transpoziție benzilică, precum mai sus.

## Proprietăți
Acidul benzilic este utilizat în fabricarea produselor farmaceutice pe bază de glicolat, inclusiv clidiniu și fenitoină.